# Laelida alboochracea
Laelida alboochracea là một loài bọ cánh cứng trong họ Cerambycidae.